# دانشکده پزشکی قم
دانشکده پزشکی دانشگاه علوم پزشکی قم یکی از دانشکده‌های پزشکی ایران وابسته به دانشگاه علوم پزشکی قم در قم است. این دانشکده در سال ۱۳۸۳ بنیانگذاری شد و دارای ۵ بیمارستان آموزشی است.

## تاریخچه
دانشکده پزشکی قم در سال ۱۳۸۳ بنیانگذاری شد. هم‌اکنون ریاست این دانشکده را دکتر شجری برعهده دارد.